# 穆罗尼
穆罗尼，是匈牙利贝凯什州所辖的一个村。总面积35.68平方公里，总人口1268，人口密度35.5人/平方公里（2011年1月1日）。